# 良木園酒店

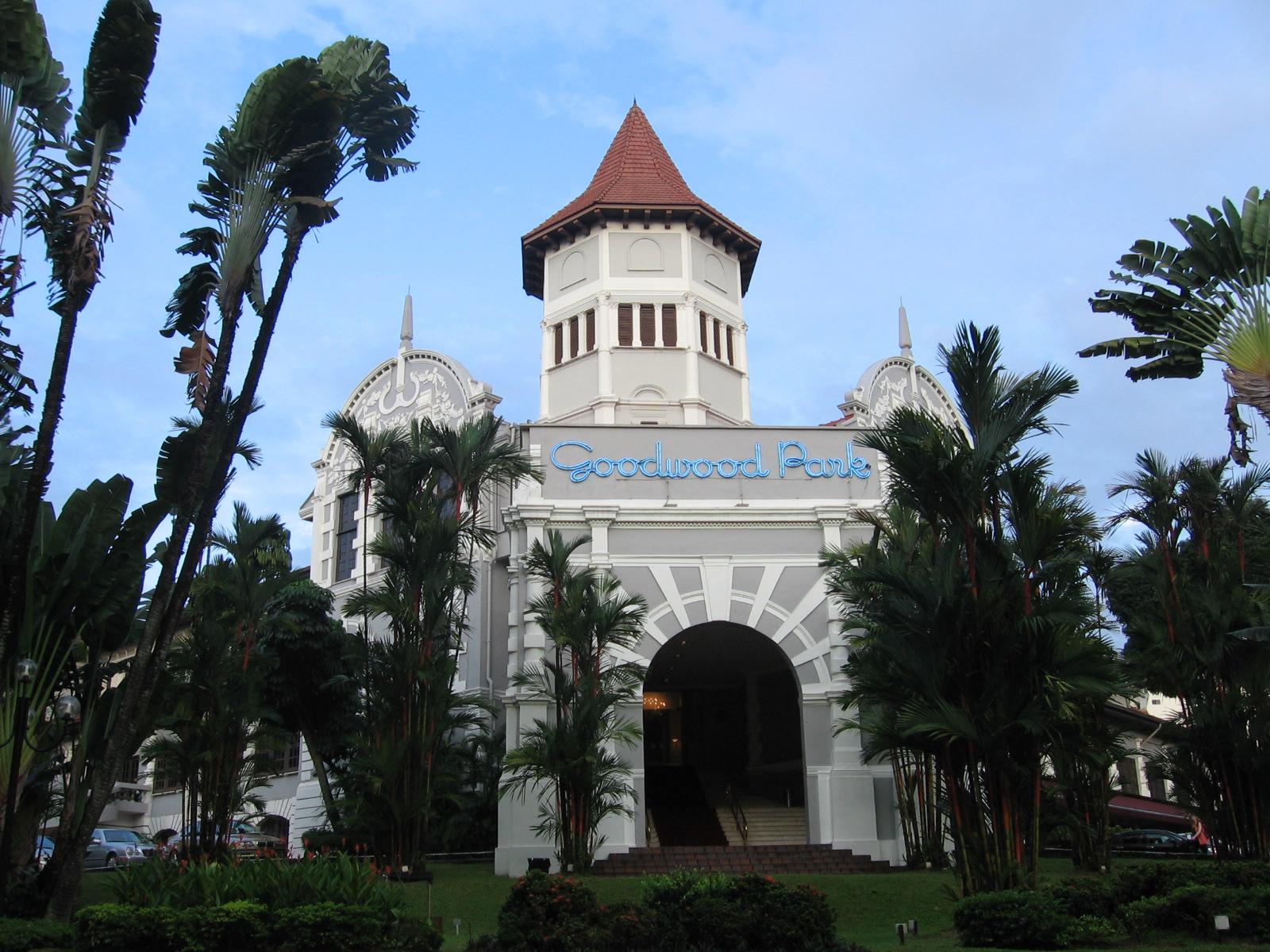
良木园大酒店

良木園酒店（英文：Goodwood Park Hotel）位在新加坡烏節商圈，史各士路22號，位處獅城精華地段，週遭有許多的購物中心。其為新加坡一家歷史悠久的酒店，其地位可與萊佛士酒店相抗衡。酒店的母公司為良木集團為前新國首富邱德拔所有現由其女伊麗莎白邱經營。良木集團還擁有新加坡怡閣（約克）飯店（同在烏節區）和英國的皇家花園飯店。良木園酒店高貴不貴，但也因此常只被評為四星級，不過其英國殖民時期所保留的建築，卻是一般五星級酒店所無法企及的。

## 歷史

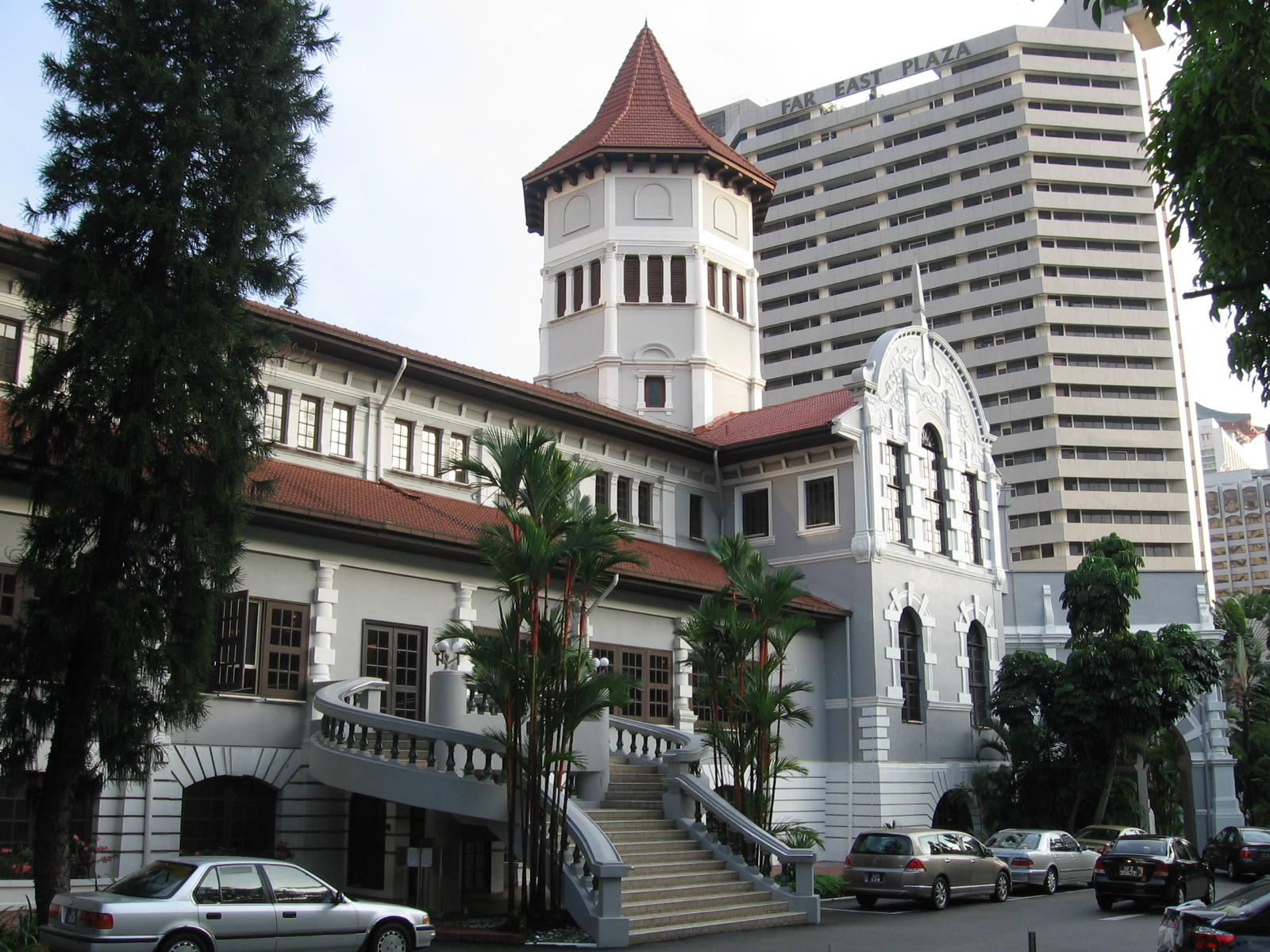
良木园大酒店侧翼

良木園酒店前身為新加坡條頓俱樂部，完工於1900年，在1918年一對猶太兄弟買下酒店及週邊五棟建築物，並將其改名為良木廳，但當時的功能仍是類似俱樂部。不過當二戰來臨，日本佔領新加坡，1942年其被改為皇軍附屬總部，到了1945年良木園交回那對猶太兄弟經營。1947年Vivian Bath成為良木園的共同擁有者，他將良木園改為酒店經營，1963年其被馬來亞銀行集團收購，不過最終在1968年被今日的經營者——邱德拔爵士買下。

## 榮耀
良木園酒店招待過無數名人，包括拳王阿里、Acker Bilk、法蘭基·艾弗隆、Cliff Richard爵士、Shirley Bassey、Shirley MacLaine、Eartha Kitt、成龍、周潤發、義大利男高音安德烈·波伽利。英國首相爱德华·希斯和荷蘭Beatrix皇后。在1978年良木園酒店被Harpers and Queens U.K.選為世界300大最佳酒店，在1986年成為Preferred Hotels Worldwide的會員之一。

## 柏寧套房樓
柏寧套房樓同屬良木園酒店，不過這是一棟獨立的大廈，就在良木園主樓隔壁，和主樓共用停車場。柏寧套房的房間都比主樓的大，而且內有廚房和起居室，但是相較於主樓的歷史意味，此樓就和普通旅館套房無異。

## 外部連結
- 良木園酒店 （页面存档备份，存于）
- OpenStreetMap上有關良木園酒店的地理

1°18′29.7″N 103°50′02″E / 1.308250°N 103.83389°E